# Glomeruläres Feedback
Der Glomeruläre Feedback dient zur Stabilisierung des Flüssigkeitsflusses und des Druckes im Nephron. Er besteht aus der Myogenen Reaktion und der tubuloglomerulären Rückkopplung. Beide Mechanismen haben einen gemeinsamen Effektor: die glatte Muskulatur der afferenten Arteriole. Beides ist nicht zu verwechseln mit dem Renin-Angiotensin-Aldosteron-Mechanismus. Wegen der Bedeutung der Natrium-Konzentrationen sprach man früher auch von der Natrium-Rückkopplungstheorie. Georg Schütterle und andere sprachen von der „sogenannten Autoregulation des Nierenkreislaufs“. Heinz Valtin schrieb über die „Autoregulation der GFR“.

## Physiologie
Es ist nicht bekannt, dass die GFR, zumindest wenn sie mit Clearance-Methoden gemessen wird, innerhalb eines gesunden Menschen stark variiert. Die inherenten Eigenschaften der Widerstandsgefäße und glomerulären Kapillaren sowie die intra- und extrarenalen humoralen Kontrollsysteme regulieren die Hämodynamik der Nieren so, dass die GFR unter vielen verschiedenen Bedingungen nahezu konstant ist.
Der Blutfluss {\displaystyle {\dot {V}}} gehorcht weitgehend dem Hagen-Poiseulle'schen Gesetz
{\displaystyle \delta P={\dot {V}}R}
wobei {\displaystyle \delta P} den Druckabfall entlang des Blutgefäßes darstellt und {\displaystyle R} der Gefäßwiderstand ist. (Das Hagen-Poiseulle'sches Gesetz ist analog dem Ohmschen Gesetz {\displaystyle U=IR}, welches die elektrische Spannung {\displaystyle U} über den elektrischen Widerstand {\displaystyle R} mit der elektrischen Stromstärke {\displaystyle I} verknüpft.) Die 4. Potenz des Gefäßradius {\displaystyle r} bestimmt den Durchfluss {\displaystyle V}. {\displaystyle \eta } ist die Viskosität.
{\displaystyle {\dot {V}}={\frac {\pi \cdot r^{4}}{8\cdot \eta \cdot l}}\cdot \left(p_{\text{Eingang}}-p_{\text{Ausgang}}\right)}
Im Nierengefäßsystem erfolgt fast der gesamte Druckabfall zwischen der Nierenarterie PA und der Nierenvene PV entlang den afferenten und den efferenten Arteriolen. Aufgrund von Sport, Herzschlag, Atmung, Stress usw. ist der arterielle Druck vor den Glomeruli ständig Störungen unterworfen. Es wird angenommen, dass die Mechanismen der autoregulatorischen Nierenfunktion die Nieren vor Blutdruckschwankungen abschirmen und die glomeruläre Struktur zu schützen, die als Hochdruckkapillarbett anfällig für physische Verletzungen ist. Würden diese Störungen auf den Druck im Glomerulum ungedämpft übertragen, wären die glomerulären Kapillaren anfällig für Barotrauma und die GFR würde destabilisiert werden. Um diese Störungen abzufangen, reagiert die afferente Arteriole mit einer Anpassung ihres Radius (und folglich des arteriolären Widerstands).
Diese wird als renale Autoregulation bezeichnet und wird hauptsächlich durch zwei Mechanismen vermittelt: die Myogene Reaktion und die tubuloglomeruläre Rückkopplung (TGF). Sie können Druckschwankungen zwischen 80 und 180 mmHg auffangen; erst oberhalb von 180 mmHg kommt es in den glomerulären Kapillaren zu Schädigungen.

### Die myogene Reaktion
Die glatte Muskulatur, die die Wände der Arteriolen bilden, reagieren auf eine Druckerhöhung durch Gefäßverengung und auf einen Druckabfall durch Gefäßerweiterung. Dieses Phänomen, das als Myogene Reaktion bezeichnet wird, ist in fast allen Gefäßen der Endstrombahn des Körpers zu finden. Zwei Merkmale unterscheiden die Myogene Reaktion der renalen afferenten Arteriolen von den meisten anderen Gefäßbetten: ihre Fähigkeit, große Druckschwankungen (bis zu 80 mmHg) aufzufangen, und ihre kurze Reaktionszeit (bis zu 10 Sekunden).

### Tubuloglomeruläre Rückkopplung
Ist die glomeruläre Filtrationsrate (GFR) zu hoch, überschreitet die Menge des Natriumchlorids (NaCl, Kochsalz) im Primärharn die Resorptionsfähigkeit des Tubulus. Dadurch kommt es zum Anstieg der NaCl-Konzentration im Tubulus, der von der Sensorfunktion der Macula densa, einem Teil des juxtaglomerulären Apparats, über einen Ionentransporter (Na+/K+/2Cl-Symporter; NKCC) registriert wird. Diese Messung erfolgt indirekt über die Messung der Geschwindigkeit des Transports.
Bei hohen NaCl-Konzentrationen wird aus den Zellen der Macula densa Adenosin sezerniert, welches zur Kontraktion der glatten Muskulatur im Vas afferens führt. Bei Zunahme des NaCl-Gehalts im distalen Tubulus (Mittelstück) kommt es also zu einer Reduktion der glomerulären Filtrationsrate desselben Nephrons. Dadurch nimmt der Harnfluss durch die Henle-Schleife ab, es können mehr Ionen reabsorbiert werden und die Ionenkonzentration im distalen Tubulus nimmt wieder ab.
Die Signalmechanismen, die zu dieser Stabilisierung des Durchflusses beitragen, konnten in den vergangenen zwei Dekaden durch die selektive Blockade einzelner vasoaktiver Mediatoren entschlüsselt werden. 2015 waren mindestens zehn und wahrscheinlich mehr vasoaktive Substanzen bekannt, die in irgendeiner Weise durch NaCl an der Macula densa aktiviert wurden, um den Widerstand des afferenten Gefäßabschnitts zu beeinflussen.
Prostaglandine hingegen vermitteln eine erhöhte Durchblutung der Nieren, was zur erhöhten NaCl- und Wasserausscheidung, also zur stärkeren GFR führt. Nichtsteroidale Antiphlogistika (NSAR) senken, infolge deren Hemmung der Prostaglandin-Synthese, die GFR.

## Geschichte
Diese Untersuchungen dazu gehen zurück auf den dänischen Physiologen Poul Kristian Brandt Rehberg. Aufbauend auf seinen Arbeiten aus den 1920er Jahren wurden das tubuloglomeruläre Feedback und das tubuloglomeruläre Gleichgewicht weiterentwickelt. In den 1970er Jahren forschten John Boylan in Buffalo und Klaus Thurau in München am Rückkopplungsmechanismus und postulierten, dass bei einem tubulären Nierenversagen die glomeruläre Filtration zum Schutz vor Flüssigkeitsverlust gedrosselt werden kann. Trotzdem benannte sie auch Fälle von polyurischen Nierenversagen, bei dem der Mechanismus nicht greift. Erst durch spätere Forschung durch Schnermann u. a. wurde erkannt, dass weniger der Volumenerhalt als vielmehr der Durchfluss durch das Nephron bei starken Blutdruckschwankungen und Stress durch diesen Mechanismus stabilisiert wird. 